# Taftan (pan)

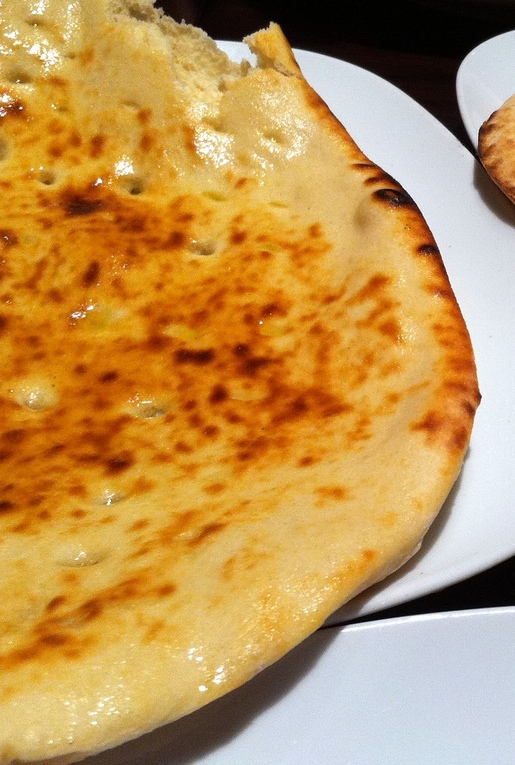
Pan taftan.

Taftan, taftoon o taftun (en persa: تافتون‎) es un tipo de pan con levadura propio de las gastronomías persa, pakistaní y de Uttar Pradesh, que es cocido en un horno de arcilla. Es una palabra persa.
Este pan es preparado con leche, yogur, y huevos. A menudo es aromatizado con azafrán y un poco de polvo de cardamomo, y a veces se lo decora con semillas de amapola.